# The Impediment
The Impediment è un cortometraggio muto del 1911 diretto da Bert Haldane.

## Trama
Dopo che il marito ubriacone muore in un incendio, una modista disoccupata può sposare l'artista che la ama.

## Produzione
Il film fu prodotto dalla Hepworth.

## Distribuzione
Distribuito dalla Hepworth, il film - un cortometraggio di 152 metri - uscì nelle sale cinematografiche britanniche nell'ottobre 1911.
Si conoscono pochi dati del film che, prodotto dalla Hepworth, fu distrutto nel 1924 dallo stesso produttore, Cecil M. Hepworth. Fallito, in gravissime difficoltà finanziarie, il produttore pensò in questo modo di poter almeno recuperare il nitrato d'argento della pellicola.